# أسد أباد دربند (تايباد)
اسد‌أباد دربند (بالفارسية:روستای اسد‌آباد دربند) هي إحدى القرى التابعة لـ ريف كرات في قسم مركزي من مقاطعة تايباد، في محافظة خراسان رضوي الإيرانية.

## السكان
- حسب إحصاءات سنة 2006، بلغ إجمالي السكان في هذه القرية الإيرانية 2057 نسمة وعدد المساكن 429 مسكن.[3]

## وصلات خارجية
- إدارة مقاطعة تايباد
- بلدية تايباد
- إدارة تعليم تايباد